# 사사마촌 (이와테현)
사사마촌(笹間村)은 1955년까지 이와테현 이와테군에 존속했던 촌이다. 현재의 하나마키시에 해당한다.

## 연혁
- 1889년 4월 1일 - 정촌제 시행과 함께 이와테군 사사마촌이 성립하였다.
- 1896년 3월 29일 - 미나미이와테군, 기타이와테군과 합병해 이와테군 사사마촌이 되었다.
- 1955년 4월 1일 - 하나마키시에 편입하였다.

## 참고서적
- 『이와테현 정촌 합병지』(이와테현 총무부 지방과, 1957년)